# Grzegorz Sobiński
Grzegorz Sobiński (* 30. Dezember 1987 in Łęczyca) ist ein ehemaliger polnischer Sprinter und Hürdenläufer, der sich auf die 400-Meter-Distanz spezialisiert hat und insbesondere mit der polnischen 4-mal-400-Meter-Staffel Erfolge feierte.

## Sportliche Laufbahn
Erste internationale Erfahrungen sammelte Grzegorz Sobiński im Jahr 2006, als er bei den Juniorenweltmeisterschaften in Peking mit der polnischen 4-mal-400-Meter-Staffel in 3:09,19 min den siebten Platz belegte. 2008 belegte er bei den Hallenweltmeisterschaften in Valencia in 3:08,76 min den vierten Platz und 2012 wurde er bei den Hallenweltmeisterschaften in Istanbul in 3:11,86 min Sechster. Im Jahr darauf schied er bei den Halleneuropameisterschaften in Göteborg mit 47,61 s in der ersten Runde im 400-Meter-Lauf aus und wurde mit der Staffel disqualifiziert. 2016 bestritt er in Łódź seinen letzten Wettkampf und beendete daraufhin seine aktive sportliche Karriere im Alter von 28 Jahren.
2013 wurde Sobiński polnischer Hallenmeister im 400-Meter-Lauf.

## Persönliche Bestzeiten
- 400 Meter: 47,39 s, 15. Juni 2013 in Stettin
  - 400 Meter (Halle): 47,14 s, 16. Februar 2013 in Spała
- 400 m Hürden: 51,33 s, 30. August 2009 in Bielsko-Biała